# Wyborgski rajon (Leningrad)
Der Wyborgski rajon (russisch Выборгский район) ist ein Rajon im nordwestlichen Teil der Oblast Leningrad. Das Verwaltungszentrum ist die Stadt Wyborg.

## Geographie
Der 7.351 km² große Rajon liegt auf der Karelischen Landenge. Er ist von zahlreichen Seen durchzogen und hat eine Küste am Finnischen Meerbusen.

## Geschichte
Der Rajon wurde 1940 gegründet, als das ursprünglich finnische Gebiet Wiborg aufgrund des Friedens von Moskau von Finnland an die Sowjetunion kam.

## Verkehr
Durch den Rajon führt die Europastraße 18, zugleich russische Fernstraße A181 Skandinawija (früher Teil der M10).